# Liceo scientifico
Il liceo scientifico è una delle scuole secondarie di secondo grado a cui si può accedere in Italia, all'interno del relativo sistema di istruzione.
Al termine del corso di studi, viene rilasciato l'apposito diploma, spesso detto, nel linguaggio comune, maturità scientifica. Questo termine, seppur ancora utilizzato, è obsoleto e inappropriato dal momento che nel 1997 fu varata la riforma Berlinguer secondo cui, dopo un percorso di durata quinquennale, gli studenti ricevono il diploma conclusivo di istruzione secondaria superiore. Fornisce un'istruzione non professionalizzante e finalizzata al successivo accesso all'università e a qualsiasi facoltà che quest'ultima può offrire.

## Ordinamento attuale
Il corso attualmente in vigore è stato attivato con la riforma Gelmini ed è entrato in vigore il 1 settembre 2010. Rispetto al corso d'ordinamento del 1947 vi è un sensibile aumento del numero di ore dedicate alle materie scientifiche e un alleggerimento del latino. Al momento dell'entrata in vigore della riforma, tutte le sperimentazioni attivate sono state soppresse. Viene comunque prevista un'autonomia scolastica che consente a ogni liceo di redistribuire fino al 20% delle ore complessive tra i vari insegnamenti o di attivarne di nuovi. La riforma ha creato un nuovo indirizzo, l'opzione scienze applicate, che raccoglie le esperienze delle preesistenti sperimentazioni Brocca scientifica-tecnologica e Brocca scientifica-biologica che, rispetto al liceo scientifico di base, prevede una riduzione del numero di ore dedicate alle materie umanistiche, l'eliminazione del latino, un aumento delle ore di scienze naturali e l'aggiunta di informatica. Per questo motivo il liceo scientifico opzione scienze applicate è presente soprattutto presso strutture scolastiche che già ospitavano istituti tecnici, dove la pratica di laboratorio è già consolidata.
Il liceo scientifico si rifà in gran parte al liceo classico, adottando identiche indicazioni nazionali per l'insegnamento di italiano, storia e geografia, la lingua straniera e la filosofia. Per il resto, il corso prevede una diminuzione delle ore riguardanti il latino e la storia del triennio per facilitare lo studio approfondito di discipline scientifiche quali matematica, fisica, scienze naturali e informatica, quest'ultima solo nell'opzione scienze applicate; è inoltre previsto l'insegnamento del disegno e della storia dell'arte. Il numero totale delle ore settimanali durante l'intero quinquennio è di 144, così suddivise: 27 ore settimanali nel primo biennio e 30 ore settimanali nel rimanente triennio.
È previsto l'insegnamento, in lingua straniera, di una disciplina non linguistica (CLIL) compresa nell'area delle attività e degli insegnamenti obbligatori per tutti gli studenti o nell'area degli insegnamenti attivabili dalle istituzioni scolastiche nei limiti del contingente di organico ad esse annualmente assegnato.

### Indirizzo tradizionale
| Liceo scientifico tradizionale (2010 - in vigore) | 1º biennio | 1º biennio | 2º biennio | 2º biennio | V anno |
| Liceo scientifico tradizionale (2010 - in vigore) | I anno     | II anno    | III anno   | IV anno    | V anno |
| ------------------------------------------------- | ---------- | ---------- | ---------- | ---------- | ------ |
| Lingua e letteratura italiana                     | 4          | 4          | 4          | 4          | 4      |
| Lingua e cultura latina                           | 3          | 3          | 3          | 3          | 3      |
| Lingua e cultura straniera                        | 3          | 3          | 3          | 3          | 3      |
| Storia e geografia                                | 3          | 3          | -          | -          | -      |
| Storia                                            | -          | -          | 2          | 2          | 2      |
| Filosofia                                         | -          | -          | 3          | 3          | 3      |
| Matematica 1                                      | 5          | 5          | 4          | 4          | 4      |
| Fisica                                            | 2          | 2          | 3          | 3          | 3      |
| Scienze naturali 2                                | 2          | 2          | 3          | 3          | 3      |
| Disegno e storia dell'arte                        | 2          | 2          | 2          | 2          | 2      |
| Scienze motorie e sportive                        | 2          | 2          | 2          | 2          | 2      |
| Religione cattolica o attività alternative        | 1          | 1          | 1          | 1          | 1      |
| Totale delle ore settimanali                      | 27         | 27         | 30         | 30         | 30     |

- 1 Con Informatica al primo biennio
- 2 Biologia, Chimica, Scienze della Terra

### Liceo scientifico con opzione scienze applicate
| Liceo scientifico con opzione scienze applicate (2010 - in vigore) | 1º biennio | 1º biennio | 2º biennio | 2º biennio | V anno |
| Liceo scientifico con opzione scienze applicate (2010 - in vigore) | I anno     | II anno    | III anno   | IV anno    | V anno |
| ------------------------------------------------------------------ | ---------- | ---------- | ---------- | ---------- | ------ |
| Lingua e letteratura italiana                                      | 4          | 4          | 4          | 4          | 4      |
| Lingua e cultura straniera                                         | 3          | 3          | 3          | 3          | 3      |
| Storia e Geografia                                                 | 3          | 3          | -          | -          | -      |
| Storia                                                             | -          | -          | 2          | 2          | 2      |
| Filosofia                                                          | -          | -          | 2          | 2          | 2      |
| Matematica                                                         | 5          | 4          | 4          | 4          | 4      |
| Informatica                                                        | 2          | 2          | 2          | 2          | 2      |
| Fisica                                                             | 2          | 2          | 3          | 3          | 3      |
| Scienze naturali 1                                                 | 3          | 4          | 5          | 5          | 5      |
| Disegno e storia dell'arte                                         | 2          | 2          | 2          | 2          | 2      |
| Scienze motorie e sportive                                         | 2          | 2          | 2          | 2          | 2      |
| Religione o attività alternative                                   | 1          | 1          | 1          | 1          | 1      |
| Totale delle ore settimanali                                       | 27         | 27         | 30         | 30         | 30     |

- 1 Biologia, Chimica, Scienze della Terra

### Liceo scientifico con sezione a indirizzo sportivo
La prima fase di modifiche dell'assetto ordinamentale apportate dalla riforma Gelmini non ha toccato alcuni sperimentazioni e indirizzi già attivati, tra cui i licei a indirizzo sportivo. La revisione di tali indirizzi è stata avviata nel 2008, e si è conclusa con la proposta nel 2011 di un indirizzo sportivo attivabile presso gli istituti liceali.
L'indirizzo è un'articolazione del liceo scientifico e rilascia il diploma di maturità scientifica a indirizzo sportivo. Presenta lo studio di una nuova materia ("Diritto ed economia dello sport") e vi è un aumento delle ore di scienze motorie e sportive e delle scienze naturali, mentre sono assenti la lingua latina (in alcuni casi è previsto per 3 ore a settimana tra biennio e triennio) e la storia dell'arte; inoltre, sono state diminuite le ore dedicate alla filosofia.
Il primo indirizzo sportivo è stato inaugurato nell'anno scolastico 2012/2013 presso il liceo scientifico del Convitto nazionale di Roma, in collaborazione con il Centro di preparazione olimpica "Giulio Onesti" del Coni.
Di seguito il piano di studi:
| Liceo scientifico con sezione a indirizzo sportivo (2012 - in vigore) | 1º biennio | 1º biennio | 2º biennio | 2º biennio | V anno |
| Liceo scientifico con sezione a indirizzo sportivo (2012 - in vigore) | I anno     | II anno    | III anno   | IV anno    | V anno |
| --------------------------------------------------------------------- | ---------- | ---------- | ---------- | ---------- | ------ |
| Lingua e letteratura italiana                                         | 4          | 4          | 4          | 4          | 4      |
| Lingua e cultura straniera                                            | 3          | 3          | 3          | 3          | 3      |
| Storia e Geografia                                                    | 3          | 3          | -          | -          | -      |
| Storia                                                                | -          | -          | 2          | 2          | 2      |
| Filosofia                                                             | -          | -          | 2          | 2          | 2      |
| Matematica 1                                                          | 5          | 5          | 4          | 4          | 4      |
| Fisica                                                                | 2          | 2          | 3          | 3          | 3      |
| Scienze naturali 2                                                    | 3          | 3          | 3          | 3          | 3      |
| Diritto ed economia dello sport                                       | -          | -          | 3          | 3          | 3      |
| Scienze motorie e sportive                                            | 3          | 3          | 3          | 3          | 3      |
| Discipline sportive                                                   | 3          | 3          | 2          | 2          | 2      |
| Religione o attività alternative                                      | 1          | 1          | 1          | 1          | 1      |
| Totale delle ore settimanali                                          | 27         | 27         | 30         | 30         | 30     |

- 1 Con Informatica al primo biennio
- 2 Biologia, Chimica, Scienze della Terra

È previsto l'insegnamento, in lingua straniera, di una disciplina non linguistica (CLIL) compresa nell'area delle attività e degli insegnamenti obbligatori per tutti gli studenti o nell'area degli insegnamenti attivabili dalle istituzioni scolastiche nei limiti del contingente di organico ad esse annualmente assegnato.

### Indirizzo quadriennale
Dall'anno scolastico 2018-2019 e solo in pochi dei licei scientifici italiani è possibile optare per l'indirizzo quadriennale, nel quale appunto il corso di studi viene completato in quattro anni. Il quadro orario non è definito dal MIUR a livello nazionale, ma è lasciato alla quota di autonomia dei singoli istituti.

## Storia e ordinamenti previgenti

### La legge Daneo-Credaro
Una Commissione Reale istituita nel 1906 presentò un piano di riforma che prevedeva, tra le altre cose tre licei quinquennali:
- il liceo classico, che ricalcava il liceo allora esistente - istituito dalla legge Casati - ed era caratterizzato dall'insegnamento delle lingue classiche; consentiva l'accesso a qualsiasi facoltà universitaria;
- il liceo moderno, senza il greco, con il potenziamento della lingua straniera (francese), con l'insegnamento di una seconda lingua straniera (tedesco o inglese), del diritto e dell'economia; non consentiva l'accesso alla facoltà di Lettere;
- il liceo scientifico, senza lingue classiche, con l'insegnamento di una seconda lingua straniera e un rafforzamento delle materie scientifiche; non consentiva l'accesso alla facoltà di Lettere e Giurisprudenza.

La proposta venne in parte recepita dal ministro Luigi Credaro che istituì a titolo sperimentale il liceo moderno nel 1911 (legge Daneo-Credaro) ma evitò di istituire il liceo scientifico per non duplicare la sezione fisico-matematica dell'istituto tecnico. Si veda la voce Storia dell'istruzione in Italia per ulteriori dettagli.
| Discipline                   | Classico | Classico | Classico | Classico | Classico | Classico | Moderno | Moderno | Moderno | Moderno | Moderno | Moderno | Scientifico | Scientifico | Scientifico | Scientifico | Scientifico | Scientifico |
| Discipline                   | I        | II       | III      | IV       | V        | TOT      | I       | II      | III     | IV      | V       | TOT     | I           | II          | III         | IV          | V           | TOT         |
| ---------------------------- | -------- | -------- | -------- | -------- | -------- | -------- | ------- | ------- | ------- | ------- | ------- | ------- | ----------- | ----------- | ----------- | ----------- | ----------- | ----------- |
| Italiano                     | 5        | 4        | 4        | 4        | 4        | 21       | 5       | 4       | 4       | 4       | 4       | 21      | 5           | 4           | 4           | 4           | 4           | 21          |
| Latino                       | 8        | 6        | 6        | 6        | 6        | 32       | 6       | 5       | 4       | 4       | 3       | 22      | -           | -           | -           | -           | -           | 0           |
| Greco                        | -        | 5        | 5        | 5        | 5        | 20       | -       | -       | -       | -       | -       | 0       | -           | -           | -           | -           | -           | 0           |
| Francese                     | 3        | 2        | -        | -        | -        | 5        | 4       | 2       | 2       | 2       | 2       | 12      | 3           | 2           | -           | -           | -           | 5           |
| Inglese o tedesco            | -        | -        | -        | -        | -        | 0        | -       | 5       | 4       | 3       | 3       | 15      | 3           | 3           | 3           | 3           | 3           | 15          |
| Storia                       | 3        | 3        | 3        | 3        | 3        | 15       | 3       | 3       | 3       | 3       | 3       | 15      | 3           | 3           | 3           | 3           | 3           | 15          |
| Geografia                    | 2        | 2        | 2        | -        | -        | 6        | 2       | 2       | 2       | 2       | -       | 8       | 2           | 2           | 2           | 2           | 2           | 10          |
| Filosofia                    | -        | -        | 3        | 2        | 3        | 8        | -       | -       | 3       | 2       | 3       | 8       | -           | -           | 3           | 2           | 3           | 8           |
| Matematica                   | 2        | 2        | 2        | 2        | 2        | 10       | 2       | 2       | 2       | 2       | 2       | 10      | 5           | 5           | 5           | 5           | 5           | 25          |
| Fisica                       | -        | -        | -        | 3        | 2        | 5        | -       | -       | -       | 3       | 3       | 6       | -           | -           | 3           | 3           | 3           | 9           |
| Chimica                      | -        | -        | 2        | -        | -        | 2        | -       | -       | 2       | -       | -       | 2       | 3           | 3           | -           | -           | -           | 6           |
| Storia naturale              | 2        | 2        | -        | -        | 2        | 6        | 2       | 2       | -       | -       | 2       | 6       | 2           | 2           | 2           | 2           | 2           | 10          |
| Diritto ed economia politica | -        | -        | -        | -        | -        | 0        | -       | -       | -       | 3       | 3       | 6       | -           | -           | -           | -           | -           | 0           |
| Disegno                      | -        | -        | -        | -        | -        | 0        | 2       | 2       | -       | -       | -       | 4       | 2           | 2           | 2           | 2           | 2           | 10          |
| Educazione fisica            | 2        | 2        | 2        | 2        | 2        | 10       | 2       | 2       | 2       | 2       | 2       | 10      | 2           | 2           | 2           | 2           | 2           | 10          |
| Totale ore settimanali       | 27       | 28       | 29       | 27       | 29       | 130      | 28      | 29      | 28      | 30      | 30      | 135     | 30          | 28          | 29          | 28          | 29          | 134         |

### Riforma Gentile
Il liceo scientifico è istituito con la riforma Gentile nel 1923 ma in versione radicalmente modificata rispetto alla proposta della Commissione reale.
La stessa legge soppresse il liceo moderno e la sezione fisico-matematica del Regio Istituto Tecnico.
Il corso durava quattro anni e si concludeva con l'esame di maturità, un esame di Stato estremamente impegnativo con sei prove scritte (italiano, latino-versione dal latino in italiano, latino-versione dall'italiano in latino, lingua straniera, matematica e disegno) e un colloquio orale (che verteva su tutte le materie studiate negli ultimi quattro anni di corso), della durata di circa due ore, in due sedute: una per le materie letterarie e una per le materie scientifiche.
Si accedeva al liceo scientifico dopo i primi quattro anni di una delle tre scuole medie inferiori che, all'epoca, consentivano il proseguimento degli studi (ginnasio, istituto tecnico inferiore e l'istituto magistrale inferiore) e dopo il superamento di un esame di ammissione.
La proposta del liceo scientifico gentiliano venne esaminata da una Commissione dell'Accademia dei Lincei che ne deprecò l'accorpamento di disparate materie e il fatto che, malgrado il nome, di "scientifico" esso avesse ben poco, soprattutto quando paragonato alla sezione fisico-matematica del regio istituto tecnico, appena soppressa. E in effetti, calcolando il monte ore settimanale nell'arco dei quattro anni, le materie principali erano latino (16 ore), poi italiano, lingua straniera e matematica (14 ore).
Il liceo scientifico appena istituito era evidentemente derivato dal ginnasio liceo (cioè il liceo classico di oggi), ma rispetto a questo aveva lo svantaggio di non permettere l'accesso a studi di lettere e filosofia e soprattutto di giurisprudenza il cui corso di laurea, oltre a prospettare alcune professioni specifiche (magistratura, avvocatura, notariato), era frequentato dalla maggior parte di chi ricopriva ruoli di comando.
Va inoltre considerato che, all'epoca, le tre scuole medie inferiori che consentivano il proseguimento degli studi (il ginnasio, l'istituto tecnico inferiore e l'istituto magistrale inferiore), erano propedeutiche ad altrettante scuole medie superiori (liceo, istituto tecnico superiore e istituto magistrale superiore). In tale quadro, cioè senza una "sua" scuola media inferiore, veniva inserito il liceo scientifico che era accessibile sia dal ginnasio sia, previo esame di ammissione, dall'istituto tecnico e dall'istituto magistrale. Ciò comportava quindi che per frequentare il liceo scientifico era necessario "cambiare" scuola, anche fisicamente poiché le scuole medie inferiori erano ospitate negli stessi edifici delle rispettive scuole medie superiori, con cui costituivano un unico corso di studi. E questo cambiamento era innaturale sia per chi frequentava il ginnasio, che ripiegava su un liceo di fatto "inferiore" perché già in partenza gli precludeva alcuni prestigiosi sbocchi professionali, sia per chi frequentava gli altri due istituti, che dopo quattro anni di studio doveva rinunciare ad un titolo immediatamente spendibile nel mondo del lavoro per andare a frequentare un liceo, che evidentemente richiedeva ben altra applicazione, per di più con un impegnativo esame d'ammissione.
Per tutti questi motivi, il liceo scientifico ebbe uno scarso successo tanto che, in una città come Roma, un secondo liceo (l'"Augusto Righi") arriverà solo nel 1946.
Quadro orario
| Liceo scientifico (1923 - 1940) | I  | II | III | IV |
| ------------------------------- | -- | -- | --- | -- |
| Lettere italiane                | 4  | 4  | 3   | 3  |
| Lettere latine                  | 4  | 4  | 4   | 4  |
| Lingua straniera                | 4  | 4  | 3   | 3  |
| Storia                          | 3  | 3  | 2   | 2  |
| Filosofia                       | -  | -  | 4   | 4  |
| Matematica                      | 5  | 3  | 3   | 3  |
| Fisica                          | -  | 2  | 3   | 3  |
| Scienze naturali                | 3  | 3  | 2   | 2  |
| Disegno e storia dell'arte      | 3  | 2  | 2   | 2  |
| Totale delle ore settimanali    | 25 | 25 | 26  | 26 |

### Riforma Bottai
La struttura del liceo scientifico cambiò nel 1940, quando la riforma Bottai istituì la scuola media unica triennale e l'accesso alle scuole medie superiori fu razionalizzato; chi voleva frequentare il liceo scientifico non doveva più cambiare scuola, o meglio, al termine della scuola media inferiore, tutti dovevano cambiare scuola per frequentare la scuola media superiore prescelta. Il liceo scientifico iniziò così ad affermarsi e il numero di studenti crebbe costantemente fino a raggiungere il numero degli studenti del liceo classico. Permaneva il divieto di iscrizione a lettere e a giurisprudenza.
A causa degli eventi bellici, l'orario fu più volte rimaneggiato e quello definitivo si avrà solo nel 1952.
A parte qualche ritocco agli orari, conseguenza del prolungamento del corso liceale a cinque anni, il nuovo corso riproduceva il corso precedente. La materia più importante per numero di ore rimaneva latino (20), poi italiano (19), matematica (18) e lingua straniera (17).
Nel 1962 si stabilì che la maturità scientifica era valida l'iscrizione a qualsiasi facoltà esclusa lettere; fu in pratica concessa l'iscrizione anche a giurisprudenza.
Dal 1969 in poi, quando fu liberalizzato l'accesso all'università, ci fu un vero e proprio boom del liceo scientifico, tanto che all'approvazione della riforma Gelmini (2010), tra gli iscritti all'ultimo anno di corso, il liceo scientifico contava 103.000 studenti a fronte dei 51.000 del liceo classico. Oggi il liceo scientifico, tra le scuole superiori italiane, è quella che accoglie la maggioranza relativa degli studenti (22 per cento, di cui oltre metà ragazze).
La prevalenza sostanziale del latino rispetto alle stesse materie scientifico-matematiche e la maggior quota di iscritti al liceo scientifico hanno fatto sì che l'Italia sia tuttora, tra i Paesi occidentali, quello in cui è più studiato il latino (40 per cento degli iscritti alle superiori, di cui oltre metà al liceo scientifico), cosa questa che ha suscitato non poche polemiche.
Quadro orario
| Liceo scientifico (1952 - 2010)            | Biennio | Biennio  | Triennio  | Triennio | Triennio |
| Liceo scientifico (1952 - 2010)            | I° anno | II° anno | III° anno | IV° anno | V° anno  |
| ------------------------------------------ | ------- | -------- | --------- | -------- | -------- |
| Lingua e lettere italiane                  | 4       | 4        | 4         | 3        | 4        |
| Lingua e lettere latine                    | 4       | 5        | 4         | 4        | 3        |
| Lingua e letteratura straniera             | 3       | 4        | 3         | 3        | 4        |
| Storia                                     | 3       | 2        | 2         | 2        | 3        |
| Geografia                                  | 2       | -        | -         | -        | -        |
| Filosofia                                  | -       | -        | 2         | 3        | 3        |
| Matematica                                 | 5       | 4        | 3         | 3        | 3        |
| Fisica                                     | -       | -        | 2         | 3        | 3        |
| Scienze naturali 1                         | -       | 2        | 3         | 3        | 2        |
| Disegno e storia dell'arte                 | 1       | 3        | 2         | 2        | 2        |
| Educazione fisica                          | 2       | 2        | 2         | 2        | 2        |
| Religione cattolica o attività alternative | 1       | 1        | 1         | 1        | 1        |
| Totale delle ore settimanali               | 25      | 27       | 28        | 29       | 30       |

### Sperimentazioni
A partire dagli anni Settanta, grazie all'autonomia scolastica, furono attivate numerose sperimentazioni, ossia dei corsi che, basandosi sul corso ufficiale d'ordinamento arricchivano l'offerta formativa incrementando il numero di ore dedicate a una o più discipline, o anche attivandone di nuove. In questo modo ci furono alcune sperimentazioni che si estesero al punto che, negli anni ottanta, superarono lo stesso corso d'ordinamento. Al momento dell'entrata in vigore della Riforma Gelmini, praticamente tutti i licei avevano sezioni con una o più sperimentazioni,
Le sperimentazioni più diffuse erano:
- sperimentazione P.N.I.[20]
- sperimentazione bilinguismo[21]
- sperimentazione scienze naturali[22].
- Sperimentazione con studi musicali riconosciuti
- Sperimentazione sportiva
- Sperimentazione umanistica
- Sperimentazione scientifico-tecnologico (Brocca)
- Sperimentazione scientifico-biologico (Brocca)
- Sperimentazione PNI con bilinguismo

#### Sperimentazione PNI
| Liceo scientifico (fino al 2010) sperimentazione P.N.I. | Biennio | Biennio | Triennio | Triennio | Triennio |
| Liceo scientifico (fino al 2010) sperimentazione P.N.I. | I anno  | II anno | III anno | IV anno  | V anno   |
| ------------------------------------------------------- | ------- | ------- | -------- | -------- | -------- |
| Lingua e lettere italiane                               | 4       | 4       | 4        | 3        | 4        |
| Lingua e lettere latine                                 | 4       | 5       | 4        | 4        | 3        |
| Lingua e letteratura straniera                          | 3       | 4       | 3        | 3        | 4        |
| Storia                                                  | 3       | 2       | 2        | 2        | 3        |
| Geografia                                               | 2       | -       | -        | -        | -        |
| Filosofia                                               | -       | -       | 2        | 3        | 3        |
| Matematica                                              | 5       | 5       | 5        | 5        | 5        |
| Fisica                                                  | 3       | 3       | 3        | 3        | 3        |
| Biologia 2°-3°, chimica 4° e geografia astronomica 5°   | -       | 2       | 3        | 3        | 2        |
| Disegno e storia dell'arte                              | 1       | 3       | 2        | 2        | 2        |
| Educazione fisica                                       | 2       | 2       | 2        | 2        | 2        |
| Religione cattolica o attività alternative              | 1       | 1       | 1        | 1        | 1        |
| Totale delle ore settimanali                            | 28      | 31      | 31       | 31       | 32       |

#### Sperimentazione bilinguismo
| Liceo scientifico (fino al 2010) sperimentazione bilinguismo | Biennio | Biennio | Triennio | Triennio | Triennio |
| Liceo scientifico (fino al 2010) sperimentazione bilinguismo | I anno  | II anno | III anno | IV anno  | V anno   |
| ------------------------------------------------------------ | ------- | ------- | -------- | -------- | -------- |
| Lingua e lettere italiane                                    | 4       | 4       | 4        | 3        | 4        |
| Lingua e lettere latine                                      | 4       | 5       | 4        | 4        | 3        |
| Lingua e letteratura straniera                               | 3       | 4       | 3        | 3        | 4        |
| Seconda lingua e letteratura straniera                       | 3       | 3       | 3        | 3        | 3        |
| Storia                                                       | 3       | 2       | 2        | 2        | 3        |
| Geografia                                                    | 2       | -       | -        | -        | -        |
| Filosofia                                                    | -       | -       | 2        | 3        | 3        |
| Matematica                                                   | 5       | 4       | 3        | 3        | 3        |
| Fisica                                                       | -       | -       | 2        | 3        | 3        |
| Scienze naturali, chimica e geografia astronomica            | -       | 2       | 3        | 3        | 2        |
| Disegno e storia dell'arte                                   | 1       | 3       | 2        | 2        | 2        |
| Educazione fisica                                            | 2       | 2       | 2        | 2        | 2        |
| Religione cattolica o attività alternative                   | 1       | 1       | 1        | 1        | 1        |
| Totale delle ore settimanali                                 | 28      | 30      | 31       | 32       | 33       |

#### Sperimentazione scienze naturali
| Liceo scientifico (fino al 2010) sperimentazione scienze | Biennio | Biennio | Triennio | Triennio | Triennio |
| Liceo scientifico (fino al 2010) sperimentazione scienze | I anno  | II anno | III anno | IV anno  | V anno   |
| -------------------------------------------------------- | ------- | ------- | -------- | -------- | -------- |
| Lingua e lettere italiane                                | 4       | 4       | 4        | 3        | 4        |
| Lingua e lettere latine                                  | 4       | 5       | 4        | 4        | 3        |
| Lingua e letteratura straniera                           | 3       | 4       | 3        | 3        | 4        |
| Storia                                                   | 3       | 2       | 2        | 2        | 3        |
| Geografia                                                | 2       | -       | -        | -        | -        |
| Filosofia                                                | -       | -       | 2        | 3        | 3        |
| Matematica                                               | 5       | 4       | 3        | 3        | 3        |
| Fisica                                                   | -       | -       | 2        | 3        | 3        |
| Scienze naturali, chimica e geografia astronomica        | 3       | 4       | 4        | 4        | 3        |
| Disegno e storia dell'arte                               | 1       | 3       | 2        | 2        | 2        |
| Educazione fisica                                        | 2       | 2       | 2        | 2        | 2        |
| Religione cattolica o attività alternative               | 1       | 1       | 1        | 1        | 1        |
| Totale delle ore settimanali                             | 28      | 29      | 29       | 30       | 31       |

#### Sperimentazione Brocca scientifica
Il Liceo scientifico a indirizzo Brocca prevedeva, prima della riforma Gelmini, in più rispetto al Liceo scientifico tradizionale, l'inserimento nel biennio del diritto e dell'economia, della frequenza dei laboratori di chimica e fisica, dell'informatica abbinata alla matematica per tutto il quinquennio, e il potenziamento delle ore di scienze (chimica, biologia, scienze della Terra). La distribuzione delle varie materie nei cinque anni di studio era la seguente:
| Progetto Brocca (1992 - 2010) Sperimentazione scientifica | Biennio | Biennio | Triennio | Triennio | Triennio |
| Progetto Brocca (1992 - 2010) Sperimentazione scientifica | I anno  | II anno | III anno | IV anno  | V anno   |
| --------------------------------------------------------- | ------- | ------- | -------- | -------- | -------- |
| Lingua e letteratura italiana                             | 5       | 5       | 4        | 4        | 4        |
| Lingua e letteratura latina                               | 4       | 4       | 3        | 3        | 3        |
| Lingua e letteratura straniera                            | 3       | 3       | 3        | 3        | 3        |
| Storia                                                    | 2       | 2       | 2        | 2        | 2        |
| Geografia                                                 | 2       | 2       | -        | -        | -        |
| Filosofia                                                 | -       | -       | 2        | 3        | 3        |
| Matematica ed informatica                                 | 5       | 5       | 6        | 6        | 5        |
| Laboratorio di fisica e chimica                           | 3       | 3       | -        | -        | -        |
| Scienze della Terra                                       | 3       | -       | -        | -        | 2        |
| Biologia                                                  | -       | 3       | 3        | 2        | 2        |
| Fisica                                                    | -       | -       | 4        | 3        | 3        |
| Chimica                                                   | -       | -       | 2        | 3        | 2        |
| Storia dell'arte o musica                                 | 2       | 2       | 2        | 2        | 2        |
| Diritto e economia                                        | 2       | 2       | -        | -        | -        |
| Educazione fisica                                         | 2       | 2       | 2        | 2        | 2        |
| Religione cattolica o attività alternativa                | 1       | 1       | 1        | 1        | 1        |
| Totale delle ore settimanali                              | 34      | 34      | 34       | 34       | 34       |

#### Sperimentazione Brocca scientifico-tecnologica
Questa sperimentazione era uno dei diciassette corsi liceali previsti dal progetto Brocca. Questo corso era caratterizzato dall'assenza del latino, dall'aggiunta dell'informatica, di tecnologia e disegno e dal notevole numero di ore destinate al laboratorio.
| Progetto Brocca (1992 - 2010) Sperimentazione scientifico-tecnologica | Biennio | Biennio | Triennio | Triennio | Triennio |
| Progetto Brocca (1992 - 2010) Sperimentazione scientifico-tecnologica | I anno  | II anno | III anno | IV anno  | V anno   |
| --------------------------------------------------------------------- | ------- | ------- | -------- | -------- | -------- |
| Lingua e letteratura italiana                                         | 5       | 5       | 4        | 4        | 4        |
| Lingua e letteratura straniera                                        | 3       | 3       | 3        | 3        | 3        |
| Storia                                                                | 2       | 2       | 2        | 2        | 3        |
| Geografia                                                             | 3       | -       | -        | -        | -        |
| Filosofia                                                             | -       | -       | 2        | 3        | 3        |
| Diritto e economia                                                    | 2       | 2       | -        | -        | -        |
| Matematica ed informatica                                             | 5       | 5       | -        | -        | -        |
| Matematica                                                            | -       | -       | 4        | 4        | 4        |
| Informatica e sistemi                                                 | -       | -       | 3        | 3        | 3        |
| Laboratorio di fisica e chimica                                       | 5       | 5       | -        | -        | -        |
| Fisica e laboratorio                                                  | -       | -       | 4        | 3        | 4        |
| Chimica e laboratorio                                                 | -       | -       | 3        | 3        | 3        |
| Biologia e laboratorio                                                | -       | 3       | 4        | 2        | 2        |
| Scienze della Terra                                                   | 3       | -       | -        | 2        | 2        |
| Tecnologia e disegno                                                  | 3       | 6       | -        | -        | -        |
| Disegno                                                               | -       | -       | 2        | 2        | -        |
| Educazione fisica                                                     | 2       | 2       | 2        | 2        | 2        |
| Religione cattolica o attività alternative                            | 1       | 1       | 1        | 1        | 1        |
| Totale delle ore settimanali                                          | 34      | 34      | 34       | 34       | 34       |

### Offerta formativa
Nato dal liceo classico, integra le materie umanistiche e artistiche tipiche di quest'ultimo (escluso il greco antico) con uno studio maggiore della matematica, della fisica, delle scienze naturali e con l'aggiunta del disegno tecnico.

## I più antichi
Nel settembre 1923 con la riforma Gentile furono istituiti dal governo 37 licei scientifici in altrettanti capoluoghi di provincia, molti dei quali iniziarono le loro attività il giorno 1º ottobre 1923, apertura ufficiale dell'anno scolastico 1923/1924. I seguenti, pertanto, possono essere considerati i licei scientifici più antichi d'Italia.
- Regio liceo scientifico di Arezzo (poi rinominato "Francesco Redi")[24]
- Regio liceo scientifico di Avellino (poi rinominato "Pasquale Stanislao Mancini")[25]
- Regio liceo scientifico di Benevento (poi rinominato "Gaetano Rummo")[26]
- Regio liceo scientifico di Bologna (poi rinominato "Augusto Righi")[27]
- Regio liceo scientifico di Brescia (poi rinominato "Annibale Calini")[28]
- Regio liceo scientifico di Cagliari (poi rinominato "Antonio Pacinotti")[29]
- Regio liceo scientifico di Caltanissetta (poi rinominato "Alessandro Volta")[30]
- Regio liceo scientifico di Caserta (poi rinominato "Armando Diaz")
- Regio liceo scientifico di Catania (poi rinominato "Umberto di Savoia")[31]
- Regio liceo scientifico di Chieti (poi rinominato "Filippo Masci")[32]
- Regio liceo scientifico di Como (poi rinominato "Paolo Giovio")[33]
- Regio liceo scientifico di Ferrara (poi rinominato "Antonio Roiti")[34]
- Regio liceo scientifico di Firenze (poi rinominato "Leonardo da Vinci")[35]
- Regio liceo scientifico di Forlì (poi rinominato "Fulcieri Paulucci di Calboli")[36]
- Regio liceo scientifico di Genova (poi rinominato "Gian Domenico Cassini")[37]
- Regio liceo scientifico di Lecce (poi rinominato "Cosimo De Giorgi")[38]
- Regio liceo scientifico di Livorno (poi rinominato "Federigo Enriques")[39]
- Regio liceo scientifico di Macerata (poi rinominato "Galileo Galilei")[40]
- Regio liceo scientifico di Mantova (poi rinominato "Martiri di Belfiore")
- Regio liceo scientifico di Milano (poi rinominato "Vittorio Veneto")[41]
- Regio liceo scientifico di Modena (poi rinominato "Alessandro Tassoni")[42]
- Regio liceo scientifico di Napoli (poi rinominato "Vincenzo Cuoco")[43]
- Regio liceo scientifico di Padova (poi rinominato "Ippolito Nievo")[44]
- Regio liceo scientifico di Palermo (poi rinominato "Stanislao Cannizzaro")[45]
- Regio liceo scientifico di Parma (poi rinominato "Guglielmo Marconi")[46]
- Regio liceo scientifico di Pavia (poi rinominato "Torquato Taramelli")[47]
- Regio liceo scientifico di Perugia (poi rinominato "Galeazzo Alessi")[48]
- Regio liceo scientifico di Pisa (poi rinominato "Ulisse Dini")
- Regio liceo scientifico di Roma (poi rinominato "Camillo Cavour")[49]
- Regio liceo scientifico di Rovigo (poi rinominato "Pietro Paleocapa")[50]
- Regio liceo scientifico di Sassari (poi rinominato "Giovanni Spano")[51]
- Regio liceo scientifico di Siracusa (poi rinominato "Orso Mario Corbino")
- Regio liceo scientifico di Torino (poi rinominato "Galileo Ferraris")[52]
- Regio liceo scientifico di Trapani (poi rinominato "Vincenzo Fardella")[53]
- Regio liceo scientifico di Udine (poi rinominato "Giovanni Marinelli")[54]
- Regio liceo scientifico di Venezia (poi rinominato "Giambattista Benedetti")[55]
- Regio liceo scientifico di Verona (poi rinominato "Angelo Messedaglia")[56]